# Eugene Jerome Cooney
Eugene Jerome Cooney (ur. 20 grudnia 1931 w Medicine Hat) – kanadyjski duchowny rzymskokatolicki, w latach 1996-2007 biskup Nelson.

## Życiorys
Święcenia kapłańskie przyjął 4 czerwca 1960. 15 marca 1996 został mianowany biskupem Nelson. Sakrę biskupią otrzymał 11 czerwca 1996. 30 listopada 2007 przeszedł na emeryturę.